# Климат Краснодара
Климат Краснодара является субтропическим (средиземноморский тип с равномерным распределением осадков по сезонам года), переходным от умеренно-континентального. Весь год преобладают воздушные массы умеренных широт, в летний период зачастую поступает тропический воздух. Согласно классификации климата Кёппена климат Краснодара соответствует зоне Cfa.

## Общая характеристика
Над данной территорией преобладают воздушные массы умеренных широт: наибольшую повторяемость они имеют в зимние месяцы (82 %), наименьшую — в летние (62 %). Очень редко наблюдаются вторжения арктического воздуха. Для любого периода года характерно вторжение горячего воздуха (эффект теплового купола). Для климата Краснодара характерны резкие погодные изменения, особенно температуры воздуха.
Для климата города характерны продолжительное жаркое лето и мягкая зима. Переходные сезоны выражены слабо. Зима[что?] начинается в начале января, обычно бывает мягкой, с частыми и интенсивными оттепелями. Нередко в первой половине января отмечается тёплая погода. Средняя многолетняя продолжительность зимы[что?] составляет 40 дней. Средние месячные температуры колеблются от +7° до −5°. Ежегодный среднестатистический минимум в зимний период составляет −15,9 °C, абсолютный минимум наблюдался в январе и составил −36 °C в 1935 году. Зимой осадки выпадают обычно в виде дождя, редко — снега. Устойчивый снежный покров наблюдается крайне редко.
Весна[что?] начинается в последней декаде февраля. В её начале редко случаются похолодания до −3…-5 °C. Переход средней суточной температуры воздуха через 5 °C происходит в середине марта; начинается вегетационный период растений.
Климатическое лето (переход средней суточной температуры воздуха через 15 °C) устанавливается в первой декаде мая  и длится почти до конца сентября. Лето жаркое и преимущественно сухое. Максимальная температура в отдельные годы может достигать +42 °C. Лето — самый длительный сезон в Краснодаре и составляет 5 месяцев. Летние осадки бывают в основном кратковременными, характерны ливни с грозами, иногда сопровождающиеся градом. Для лета Краснодара характерны длительные периоды без дождей, сопровождающиеся засухами и суховеями.
Ночи часто тропические(температура выше 20 градусов), — при соблюдении ряда метеорологических условий, а именно большого и мощного антициклона на европейской части России и барического минимума в районе Чёрного моря, складываются благоприятные условия для перманентного восточного, северо-восточного ветра с западной части Казахстана, который  проходит и забирает горячие воздушные массы также через территории Астраханской области и Калмыкии. Имея минимум влажности и  высокую температуру, этот ветер не позволяет по ночам опускаться температуре в городе вследствие еженочно́го проникновения влажности с побережья Чёрного моря, и соответственно похолоданию. Были зарегистрированы ночи с минимальной температурой 26 градусов внутри городской застройки. Этот эффект в 2024 году позволил обновить десяток рекордов дневной и ночной температуры в северном Причерноморье.
Осень[что?] наступает примерно в середине октября. В начале осени преобладает ясная и тёплая погода. Нередки случаи теплового вторжения с севера Африки и Ближнего Востока. К концу осени увеличивается число пасмурных дней и количества осадков. 
Первые заморозки выпадают на начало-середину ноября. Количество осадков в осенние месяцы постепенно возрастает. В ноябре характерны сильные ветры. В год выпадает 700—750 мм осадков. Максимум осадков наблюдается в июне и в ноябре-декабре, минимум — в августе. Декабрь — сезон дождей в городе. Среднегодовая температура +12,7 °C, среднегодовая влажность воздуха — 71 %.

### Температура воздуха
Средняя температура воздуха в Краснодаре, по данным многолетних наблюдений, составляет +12,7 °C (в последние 10 лет среднегодовая температура держится на уровне 13 °C). Самый холодный месяц в городе — январь со средней температурой +0,8 °C. Самый тёплый месяц — июль, его среднесуточная температура +24,1 °C. Самая высокая температура, отмеченная в Краснодаре за весь период наблюдений, +42°С;, а самая низкая −36,0 °C.
| Абсолютная максимальная и минимальная температура | Абсолютная максимальная и минимальная температура | Абсолютная максимальная и минимальная температура | Абсолютная максимальная и минимальная температура | Абсолютная максимальная и минимальная температура | Абсолютная максимальная и минимальная температура | Абсолютная максимальная и минимальная температура | Абсолютная максимальная и минимальная температура | Абсолютная максимальная и минимальная температура | Абсолютная максимальная и минимальная температура | Абсолютная максимальная и минимальная температура | Абсолютная максимальная и минимальная температура | Абсолютная максимальная и минимальная температура |
| Месяц                                             | Янв                                               | Фев                                               | Мар                                               | Апр                                               | Май                                               | Июн                                               | Июл                                               | Авг                                               | Сен                                               | Окт                                               | Ноя                                               | Дек                                               |
| Абсолютный максимум, °C                           | 20,8 (1971)                                       | 23,1 (2023)                                       | 29,9 (2025)                                       | 34,7 (1998)                                       | 35,1 (2014)                                       | 39,3 (2018)                                       | 40,7 (2000)                                       | 42,0 (1930)                                       | 38,5 (2010)                                       | 33,9 (1998)                                       | 30,0 (1932)                                       | 23,0 (2012)                                       |
| Абсолютный минимум, °C                            | −36,0 (1935)                                      | −33,0 (1929)                                      | −25,5 (1985)                                      | −10,0 (1916)                                      | −2,0 (1915)                                       | 4,2 (1958)                                        | 8,0 (1926)                                        | 3,9 (1950)                                        | −2,2 (1970)                                       | −9,9 (1951)                                       | −23,0 (1931)                                      | −29,0 (1933)                                      |
| ------------------------------------------------- | ------------------------------------------------- | ------------------------------------------------- | ------------------------------------------------- | ------------------------------------------------- | ------------------------------------------------- | ------------------------------------------------- | ------------------------------------------------- | ------------------------------------------------- | ------------------------------------------------- | ------------------------------------------------- | ------------------------------------------------- | ------------------------------------------------- |

| Максимальная и минимальная среднемесячная температура | Максимальная и минимальная среднемесячная температура | Максимальная и минимальная среднемесячная температура | Максимальная и минимальная среднемесячная температура | Максимальная и минимальная среднемесячная температура | Максимальная и минимальная среднемесячная температура | Максимальная и минимальная среднемесячная температура | Максимальная и минимальная среднемесячная температура | Максимальная и минимальная среднемесячная температура | Максимальная и минимальная среднемесячная температура | Максимальная и минимальная среднемесячная температура | Максимальная и минимальная среднемесячная температура | Максимальная и минимальная среднемесячная температура |
| Месяц                                                 | Янв                                                   | Фев                                                   | Мар                                                   | Апр                                                   | Май                                                   | Июн                                                   | Июл                                                   | Авг                                                   | Сен                                                   | Окт                                                   | Ноя                                                   | Дек                                                   |
| Самый тёплый, °C                                      | 7,5 (1915)                                            | 7,1 (2016)                                            | 10,0 (2008)                                           | 17,0 (2024)                                           | 21,7 (2013)                                           | 25,3 (2019)                                           | 28,2 (2024)                                           | 27,7 (2006)                                           | 23,2 (2015)                                           | 16,8 (2012)                                           | 12,0 (2010)                                           | 7,2 (2010)                                            |
| Самый холодный, °C                                    | −10,8 (1972)                                          | −13,1 (1954)                                          | −3,7 (1929)                                           | 7,2 (1929)                                            | 13,3 (1919)                                           | 17,6 (1933)                                           | 20,6 (1956)                                           | 19,4 (1984)                                           | 13,9 (1884)                                           | 6,4 (1951)                                            | −4,0 (1993)                                           | −7,0 (1920)                                           |
| ----------------------------------------------------- | ----------------------------------------------------- | ----------------------------------------------------- | ----------------------------------------------------- | ----------------------------------------------------- | ----------------------------------------------------- | ----------------------------------------------------- | ----------------------------------------------------- | ----------------------------------------------------- | ----------------------------------------------------- | ----------------------------------------------------- | ----------------------------------------------------- | ----------------------------------------------------- |

### Солнечное сияние
| Солнечное сияние, часов за месяц. | Солнечное сияние, часов за месяц. | Солнечное сияние, часов за месяц. | Солнечное сияние, часов за месяц. | Солнечное сияние, часов за месяц. | Солнечное сияние, часов за месяц. | Солнечное сияние, часов за месяц. | Солнечное сияние, часов за месяц. | Солнечное сияние, часов за месяц. | Солнечное сияние, часов за месяц. | Солнечное сияние, часов за месяц. | Солнечное сияние, часов за месяц. | Солнечное сияние, часов за месяц. | Солнечное сияние, часов за месяц. |
| Месяц                             | Янв                               | Фев                               | Мар                               | Апр                               | Май                               | Июн                               | Июл                               | Авг                               | Сен                               | Окт                               | Ноя                               | Дек                               | Год                               |
| Солнечное сияние, ч               | 71                                | 85                                | 136                               | 180                               | 248                               | 276                               | 304                               | 285                               | 237                               | 174                               | 87                                | 56                                | 2139                              |
| --------------------------------- | --------------------------------- | --------------------------------- | --------------------------------- | --------------------------------- | --------------------------------- | --------------------------------- | --------------------------------- | --------------------------------- | --------------------------------- | --------------------------------- | --------------------------------- | --------------------------------- | --------------------------------- |

### Осадки, относительная влажность воздуха и облачность
Среднегодовая сумма осадков в Краснодаре — около 735 мм. Влажность воздуха составляет около 72 %, летом — 64—66 %, а зимой — 78—80 %.
| Относительная влажность воздуха | Относительная влажность воздуха | Относительная влажность воздуха | Относительная влажность воздуха | Относительная влажность воздуха | Относительная влажность воздуха | Относительная влажность воздуха | Относительная влажность воздуха | Относительная влажность воздуха | Относительная влажность воздуха | Относительная влажность воздуха | Относительная влажность воздуха | Относительная влажность воздуха | Относительная влажность воздуха |
| Месяц                           | Янв                             | Фев                             | Мар                             | Апр                             | Май                             | Июн                             | Июл                             | Авг                             | Сен                             | Окт                             | Ноя                             | Дек                             | Год                             |
| Влажность воздуха, %            | 81                              | 76                              | 72                              | 66                              | 66                              | 68                              | 63                              | 62                              | 68                              | 75                              | 81                              | 82                              | 72                              |
| ------------------------------- | ------------------------------- | ------------------------------- | ------------------------------- | ------------------------------- | ------------------------------- | ------------------------------- | ------------------------------- | ------------------------------- | ------------------------------- | ------------------------------- | ------------------------------- | ------------------------------- | ------------------------------- |

Осадки в течение года выпадают приблизительно равномерно, с небольшой разницей между максимумом и минимумом. Абсолютный максимум приходится на июнь (86 мм), со вторичным максимумом в декабре (77 мм). Минимум осадков выпадает в августе (44 мм). В течение года среднее количество дней с осадками — около 134 (от 9 дней в августе до 19 дней в декабре). Самым дождливым месяцем был июнь 1988 года, когда выпало 307 мм осадков (при норме 86 мм). Самым засушливым месяцем дважды оказался август в 2014 и 2023 году — тогда осадков не наблюдалось вообще.
| Количество дней с осадками | Количество дней с осадками | Количество дней с осадками | Количество дней с осадками | Количество дней с осадками | Количество дней с осадками | Количество дней с осадками | Количество дней с осадками | Количество дней с осадками | Количество дней с осадками | Количество дней с осадками | Количество дней с осадками | Количество дней с осадками | Количество дней с осадками |
| Месяц                      | Янв                        | Фев                        | Мар                        | Апр                        | Май                        | Июн                        | Июл                        | Авг                        | Сен                        | Окт                        | Ноя                        | Дек                        | Год                        |
| Твердые                    | 6                          | 6                          | 3                          | 0,1                        | 0                          | 0                          | 0                          | 0                          | 0                          | 0,1                        | 2                          | 5                          | 22                         |
| Смешанные                  | 5                          | 4                          | 0,2                        | 0                          | 0                          | 0                          | 0                          | 0                          | 0                          | 0,3                        | 2                          | 4                          | 19                         |
| Жидкие                     | 8                          | 7                          | 11                         | 15                         | 14                         | 14                         | 10                         | 9                          | 10                         | 12                         | 13                         | 11                         | 134                        |
| -------------------------- | -------------------------- | -------------------------- | -------------------------- | -------------------------- | -------------------------- | -------------------------- | -------------------------- | -------------------------- | -------------------------- | -------------------------- | -------------------------- | -------------------------- | -------------------------- |

Нижняя облачность составляет 3,8 балла, общая облачность — 6,1 балла.
| Облачность                | Облачность | Облачность | Облачность | Облачность | Облачность | Облачность | Облачность | Облачность | Облачность | Облачность | Облачность | Облачность | Облачность |
| Месяц                     | Янв        | Фев        | Мар        | Апр        | Май        | Июн        | Июл        | Авг        | Сен        | Окт        | Ноя        | Дек        | Год        |
| Общая облачность, баллов  | 7,8        | 7,1        | 7,1        | 6,7        | 5,9        | 5,5        | 4,1        | 3,7        | 4,6        | 5,5        | 7,1        | 7,8        | 6,1        |
| Нижняя облачность, баллов | 5,6        | 4,6        | 4,4        | 3,7        | 3,2        | 3,1        | 2,3        | 2,0        | 2,6        | 3,4        | 4,8        | 5,8        | 3,8        |
| ------------------------- | ---------- | ---------- | ---------- | ---------- | ---------- | ---------- | ---------- | ---------- | ---------- | ---------- | ---------- | ---------- | ---------- |

| Число ясных, облачных и пасмурных дней при учёте нижней облачности | Число ясных, облачных и пасмурных дней при учёте нижней облачности | Число ясных, облачных и пасмурных дней при учёте нижней облачности | Число ясных, облачных и пасмурных дней при учёте нижней облачности | Число ясных, облачных и пасмурных дней при учёте нижней облачности | Число ясных, облачных и пасмурных дней при учёте нижней облачности | Число ясных, облачных и пасмурных дней при учёте нижней облачности | Число ясных, облачных и пасмурных дней при учёте нижней облачности | Число ясных, облачных и пасмурных дней при учёте нижней облачности | Число ясных, облачных и пасмурных дней при учёте нижней облачности | Число ясных, облачных и пасмурных дней при учёте нижней облачности | Число ясных, облачных и пасмурных дней при учёте нижней облачности | Число ясных, облачных и пасмурных дней при учёте нижней облачности | Число ясных, облачных и пасмурных дней при учёте нижней облачности |
| Месяц                                                              | Янв                                                                | Фев                                                                | Мар                                                                | Апр                                                                | Май                                                                | Июн                                                                | Июл                                                                | Авг                                                                | Сен                                                                | Окт                                                                | Ноя                                                                | Дек                                                                | Год                                                                |
| Ясных дней                                                         | 6                                                                  | 8                                                                  | 10                                                                 | 10                                                                 | 13                                                                 | 10                                                                 | 16                                                                 | 18                                                                 | 15                                                                 | 13                                                                 | 9                                                                  | 6                                                                  | 134                                                                |
| Облачных дней                                                      | 15                                                                 | 14                                                                 | 16                                                                 | 16                                                                 | 16                                                                 | 19                                                                 | 14                                                                 | 13                                                                 | 14                                                                 | 14                                                                 | 13                                                                 | 14                                                                 | 178                                                                |
| Пасмурных дней                                                     | 10                                                                 | 6                                                                  | 5                                                                  | 4                                                                  | 2                                                                  | 1                                                                  | 1                                                                  | 0                                                                  | 1                                                                  | 4                                                                  | 8                                                                  | 11                                                                 | 53                                                                 |
| ------------------------------------------------------------------ | ------------------------------------------------------------------ | ------------------------------------------------------------------ | ------------------------------------------------------------------ | ------------------------------------------------------------------ | ------------------------------------------------------------------ | ------------------------------------------------------------------ | ------------------------------------------------------------------ | ------------------------------------------------------------------ | ------------------------------------------------------------------ | ------------------------------------------------------------------ | ------------------------------------------------------------------ | ------------------------------------------------------------------ | ------------------------------------------------------------------ |

### Скорость ветра
Средняя скорость ветра в городе — 2,4 м/с.
| Скорость ветра      | Скорость ветра | Скорость ветра | Скорость ветра | Скорость ветра | Скорость ветра | Скорость ветра | Скорость ветра | Скорость ветра | Скорость ветра | Скорость ветра | Скорость ветра | Скорость ветра | Скорость ветра |
| Месяц               | Янв            | Фев            | Мар            | Апр            | Май            | Июн            | Июл            | Авг            | Сен            | Окт            | Ноя            | Дек            | Год            |
| Скорость ветра, м/с | 2,6            | 2,9            | 3,0            | 2,8            | 2,4            | 2,2            | 2,1            | 2,0            | 2,1            | 2,1            | 2,3            | 2,5            | 2,4            |
| ------------------- | -------------- | -------------- | -------------- | -------------- | -------------- | -------------- | -------------- | -------------- | -------------- | -------------- | -------------- | -------------- | -------------- |

### Атмосферные явления
| Число дней с различными явлениями | Число дней с различными явлениями | Число дней с различными явлениями | Число дней с различными явлениями | Число дней с различными явлениями | Число дней с различными явлениями | Число дней с различными явлениями | Число дней с различными явлениями | Число дней с различными явлениями | Число дней с различными явлениями | Число дней с различными явлениями | Число дней с различными явлениями | Число дней с различными явлениями | Число дней с различными явлениями |
| Месяц                             | Янв                               | Фев                               | Мар                               | Апр                               | Май                               | Июн                               | Июл                               | Авг                               | Сен                               | Окт                               | Ноя                               | Дек                               | Год                               |
| Гроза                             | 0,2                               | 0,1                               | 0,2                               | 1                                 | 4                                 | 8                                 | 6                                 | 5                                 | 4                                 | 1                                 | 1                                 | 0,1                               | 31                                |
| Туман                             | 6                                 | 4                                 | 3                                 | 2                                 | 2                                 | 1                                 | 1                                 | 1                                 | 4                                 | 5                                 | 6                                 | 7                                 | 42                                |
| Мгла                              | 0,03                              | 0,1                               | 0,2                               | 0,03                              | 0,03                              | 0,03                              | 0,1                               | 0,2                               | 0                                 | 0                                 | 0,03                              | 0                                 | 1                                 |
| Пыльная буря                      | 0                                 | 0                                 | 0                                 | 0,1                               | 0                                 | 0                                 | 0,03                              | 0,03                              | 0,1                               | 0,1                               | 0                                 | 0                                 | 0,4                               |
| Метель                            | 0,3                               | 0,3                               | 0,03                              | 0                                 | 0                                 | 0                                 | 0                                 | 0                                 | 0                                 | 0                                 | 0,1                               | 0,1                               | 1                                 |
| Гололёд                           | 1                                 | 1                                 | 0,3                               | 0                                 | 0                                 | 0                                 | 0                                 | 0                                 | 0                                 | 0,1                               | 0,2                               | 1                                 | 4                                 |
| --------------------------------- | --------------------------------- | --------------------------------- | --------------------------------- | --------------------------------- | --------------------------------- | --------------------------------- | --------------------------------- | --------------------------------- | --------------------------------- | --------------------------------- | --------------------------------- | --------------------------------- | --------------------------------- |

### Снежный покров
| Снежный покров          | Снежный покров | Снежный покров | Снежный покров | Снежный покров | Снежный покров | Снежный покров | Снежный покров | Снежный покров | Снежный покров | Снежный покров | Снежный покров | Снежный покров | Снежный покров |
| Месяц                   | Янв            | Фев            | Мар            | Апр            | Май            | Июн            | Июл            | Авг            | Сен            | Окт            | Ноя            | Дек            | Год            |
| Число дней              | 4              | 5              | 1              | 0              | 0              | 0              | 0              | 0              | 0              | 0,2            | 1              | 4              | 22             |
| Средняя высота, см      | 3              | 4              | 1              | 0              | 0              | 0              | 0              | 0              | 0              | 0              | 1              | 2              | 4              |
| Максимальная высота, см | 40             | 49             | 35             | 0              | 0              | 0              | 0              | 0              | 8              | 9              | 36             | 34             | 49             |
| ----------------------- | -------------- | -------------- | -------------- | -------------- | -------------- | -------------- | -------------- | -------------- | -------------- | -------------- | -------------- | -------------- | -------------- |

## Климатограмма
| Показатель                    | Янв. | Фев. | Март  | Апр. | Май  | Июнь | Июль | Авг. | Сен. | Окт. | Нояб. | Дек. | Год  |
| ----------------------------- | ---- | ---- | ----- | ---- | ---- | ---- | ---- | ---- | ---- | ---- | ----- | ---- | ---- |
| Абсолютный максимум, °C       | 20,8 | 23,1 | 29,9  | 34,7 | 35,1 | 39,3 | 40,7 | 42,0 | 38,5 | 33,9 | 30,0  | 23,0 | 42,0 |
| Средний суточный максимум, °C | 4,5  | 6,7  | 11,8  | 18,6 | 23,8 | 28,2 | 31,1 | 31,4 | 25,6 | 19,0 | 11,2  | 6,4  | 18,2 |
| Средняя температура, °C       | 0,8  | 1,9  | 6,5   | 12,4 | 17,9 | 22,2 | 24,9 | 24,7 | 19,2 | 12,9 | 6,3   | 2,4  | 12,7 |
| Средний суточный минимум, °C  | −1,9 | −1,5 | 2,7   | 7,4  | 12,9 | 17,0 | 19,4 | 18,9 | 13,8 | 8,4  | 2,9   | −0,4 | 8,3  |
| Абсолютный минимум, °C        | −36  | −33  | −25,5 | −10  | −2   | 4,2  | 8,0  | 3,9  | −2,2 | −9,9 | −23   | −29  | −36  |
| Норма осадков, мм             | 65   | 53   | 65    | 49   | 65   | 80   | 66   | 41   | 51   | 61   | 66    | 69   | 736  |
| Источник: Погода и климат     |      |      |       |      |      |      |      |      |      |      |       |      |      |

| Среднемесячная температура последних лет | Среднемесячная температура последних лет | Среднемесячная температура последних лет | Среднемесячная температура последних лет | Среднемесячная температура последних лет | Среднемесячная температура последних лет | Среднемесячная температура последних лет | Среднемесячная температура последних лет | Среднемесячная температура последних лет | Среднемесячная температура последних лет | Среднемесячная температура последних лет | Среднемесячная температура последних лет | Среднемесячная температура последних лет | Среднемесячная температура последних лет |
| Месяц                                    | Янв                                      | Фев                                      | Мар                                      | Апр                                      | Май                                      | Июн                                      | Июл                                      | Авг                                      | Сен                                      | Окт                                      | Ноя                                      | Дек                                      | Год                                      |
| 2001 год, °C                             | 2,0                                      | 2,8                                      | 8,8                                      | 13,0                                     | 15,5                                     | 20,4                                     | 27,5                                     | 25,9                                     | 19,3                                     | 11,2                                     | 7,7                                      | −0,4                                     | 12,8                                     |
| 2002 год, °C                             | −1,7                                     | 6,6                                      | 8,7                                      | 10,8                                     | 17,5                                     | 20,9                                     | 26,2                                     | 21,9                                     | 20,2                                     | 13,0                                     | 8,1                                      | −3,5                                     | 12,4                                     |
| 2003 год, °C                             | 2,0                                      | −1,5                                     | 3,0                                      | 9,7                                      | 20,5                                     | 20,7                                     | 23,3                                     | 24,0                                     | 17,4                                     | 13,4                                     | 6,1                                      | 2,6                                      | 11,8                                     |
| 2004 год, °C                             | 4,1                                      | 3,8                                      | 7,5                                      | 11,9                                     | 16,6                                     | 20,0                                     | 22,6                                     | 23,5                                     | 19,1                                     | 12,5                                     | 7,5                                      | 3,0                                      | 12,7                                     |
| 2005 год, °C                             | 4,5                                      | 1,4                                      | 2,8                                      | 12,9                                     | 19,4                                     | 20,9                                     | 24,7                                     | 25,7                                     | 20,6                                     | 12,4                                     | 6,3                                      | 5,0                                      | 13,1                                     |
| 2006 год, °C                             | −5,9                                     | −1,4                                     | 7,8                                      | 12,7                                     | 17,0                                     | 23,1                                     | 22,8                                     | 27,7                                     | 19,7                                     | 14,1                                     | 7,0                                      | 2,2                                      | 12,2                                     |
| 2007 год, °C                             | 6,2                                      | 1,1                                      | 6,4                                      | 10,7                                     | 20,5                                     | 23,4                                     | 26,6                                     | 27,3                                     | 21,4                                     | 15,2                                     | 5,4                                      | 2,0                                      | 13,9                                     |
| 2008 год, °C                             | −3,7                                     | 1,4                                      | 10,0                                     | 14,6                                     | 16,3                                     | 21,5                                     | 24,5                                     | 26,5                                     | 18,8                                     | 13,6                                     | 8,0                                      | 1,2                                      | 12,7                                     |
| 2009 год, °C                             | −0,6                                     | 5,4                                      | 6,9                                      | 10,7                                     | 16,1                                     | 23,9                                     | 25,6                                     | 22,2                                     | 18,8                                     | 16,0                                     | 8,5                                      | 4,5                                      | 13,2                                     |
| 2010 год, °C                             | 0,1                                      | 3,4                                      | 5,8                                      | 12,2                                     | 19,2                                     | 24,6                                     | 26,8                                     | 27,7                                     | 21,7                                     | 11,5                                     | 12,0                                     | 7,2                                      | 14,4                                     |
| 2011 год, °C                             | −0,1                                     | −1,3                                     | 4,6                                      | 10,0                                     | 17,1                                     | 22,6                                     | 27,1                                     | 23,7                                     | 19,4                                     | 11,7                                     | 1,4                                      | 5,7                                      | 11,8                                     |
| 2012 год, °C                             | −0,2                                     | −5,1                                     | 3,1                                      | 16,5                                     | 21,4                                     | 24,7                                     | 25,8                                     | 25,2                                     | 21,3                                     | 16,8                                     | 8,3                                      | 2,3                                      | 13,3                                     |
| 2013 год, °C                             | 4,5                                      | 5,7                                      | 7,6                                      | 14,0                                     | 21,8                                     | 23,5                                     | 24,9                                     | 25,3                                     | 16,9                                     | 11,3                                     | 9,0                                      | 0,9                                      | 13,8                                     |
| 2014 год, °C                             | 0,9                                      | 2,6                                      | 8,5                                      | 13,1                                     | 20,2                                     | 22,0                                     | 25,4                                     | 27,1                                     | 19,8                                     | 10,9                                     | 4,8                                      | 4,5                                      | 13,3                                     |
| 2015 год, °C                             | 2,1                                      | 3,5                                      | 7,5                                      | 11,1                                     | 18,5                                     | 22,9                                     | 25,2                                     | 26,3                                     | 23,2                                     | 11,1                                     | 9,8                                      | 4,4                                      | 13,8                                     |
| 2016 год, °C                             | 0,2                                      | 7,1                                      | 8,5                                      | 14,7                                     | 17,7                                     | 23,4                                     | 25,9                                     | 27,2                                     | 18,8                                     | 10,9                                     | 7,0                                      | −1,2                                     | 13,4                                     |
| 2017 год, °C                             | 0,6                                      | 1,4                                      | 9,0                                      | 12,1                                     | 17,5                                     | 22,0                                     | 24,5                                     | 26,3                                     | 21,3                                     | 12,3                                     | 6,4                                      | 5,2                                      | 13,2                                     |
| 2018 год, °C                             | 1,4                                      | 3,0                                      | 6,3                                      | 13,8                                     | 19,4                                     | 23,6                                     | 26,2                                     | 25,8                                     | 19,9                                     | 14,4                                     | 4,1                                      | 2,7                                      | 13,4                                     |
| 2019 год, °C                             | 2,9                                      | 3,1                                      | 6,4                                      | 11,9                                     | 19,1                                     | 25,3                                     | 23,0                                     | 23,7                                     | 18,6                                     | 13,4                                     | 6,5                                      | 4,0                                      | 13,2                                     |
| 2020 год, °C                             | 2,3                                      | 3,8                                      | 9,3                                      | 10,4                                     | 16,5                                     | 22,9                                     | 25,4                                     | 23,8                                     | 21,3                                     | 16,3                                     | 5,7                                      | 1,8                                      | 13,3                                     |
| 2021 год, °C                             | 1,3                                      | 0,5                                      | 4,5                                      | 11,1                                     | 18,0                                     | 21,7                                     | 26,2                                     | 25,6                                     | 17,2                                     | 10,4                                     | 7,6                                      | 4,8                                      | 12,4                                     |
| 2022 год, °C                             | 1,9                                      | 4,9                                      | 2,9                                      | 13,4                                     | 15,2                                     | 22,9                                     | 23,7                                     | 26,3                                     | 19,1                                     | 13,4                                     | 8,1                                      | 3,8                                      | 13,0                                     |
| 2023 год, °C                             | 1,1                                      | 1,3                                      | 8,8                                      | 12,5                                     | 16,6                                     | 21,8                                     | 24,6                                     | 27,1                                     | 20,9                                     | 14,5                                     | 10,7                                     | 6,4                                      | 13,9                                     |
| 2024 год, °C                             | 1,5                                      | 6,1                                      | 7,5                                      | 17,0                                     | 16,1                                     | 24,7                                     | 28,2                                     | 25,7                                     | 22,2                                     | 13,5                                     | 6,3                                      | 3,2                                      | 14,3                                     |
| 2025 год, °C                             | 4,0                                      | −3,1                                     | 9,6                                      | 11,4                                     | 16,4                                     | 20,7                                     | 26,8                                     |                                          |                                          |                                          |                                          |                                          |                                          |
| ---------------------------------------- | ---------------------------------------- | ---------------------------------------- | ---------------------------------------- | ---------------------------------------- | ---------------------------------------- | ---------------------------------------- | ---------------------------------------- | ---------------------------------------- | ---------------------------------------- | ---------------------------------------- | ---------------------------------------- | ---------------------------------------- | ---------------------------------------- |

## Изменение климата
| Показатель                                        | Янв. | Фев. | Март | Апр. | Май  | Июнь | Июль | Авг. | Сен. | Окт. | Нояб. | Дек. | Год  |
| ------------------------------------------------- | ---- | ---- | ---- | ---- | ---- | ---- | ---- | ---- | ---- | ---- | ----- | ---- | ---- |
| Средняя температура, °C                           | −1,1 | 0,3  | 4,7  | 12,2 | 17,2 | 20,9 | 23,3 | 22,6 | 17,8 | 11,2 | 6,6   | 2,3  | 11,5 |
| Норма осадков, мм                                 | 63   | 41   | 46   | 55   | 65   | 78   | 53   | 55   | 41   | 47   | 67    | 81   | 662  |
| Источник: Погода и климат (данные заархивированы) |      |      |      |      |      |      |      |      |      |      |       |      |      |

| Показатель                | Янв. | Фев. | Март | Апр. | Май  | Июнь | Июль | Авг. | Сен. | Окт. | Нояб. | Дек. | Год  |
| ------------------------- | ---- | ---- | ---- | ---- | ---- | ---- | ---- | ---- | ---- | ---- | ----- | ---- | ---- |
| Средняя температура, °C   | 0,8  | 1,9  | 6,5  | 12,4 | 17,9 | 22,2 | 24,9 | 24,7 | 19,2 | 12,9 | 6,3   | 2,4  | 12,7 |
| Норма осадков, мм         | 65   | 53   | 65   | 49   | 65   | 80   | 66   | 41   | 51   | 61   | 66    | 69   | 736  |
| Источник: Погода и климат |      |      |      |      |      |      |      |      |      |      |       |      |      |